# Phylloptera ensifolia
Phylloptera ensifolia är en insektsart som beskrevs av Henri Saussure 1859. Phylloptera ensifolia ingår i släktet Phylloptera och familjen vårtbitare. Inga underarter finns listade i Catalogue of Life.